# Kanton Mézenc
 Mézenc  is een kanton van het Franse departement Haute-Loire. Het kanton maakt deel uit van de arrondissementen Le Puy-en-Velay (23) en Yssingeaux (1) 

In 2019 telde het 11.269 inwoners.

Het kanton werd gevormd ingevolge het decreet van 17 februari 2014 met uitwerking op 22 maart 2015, met Le Chambon-sur-Lignon als hoofdplaats.

## Gemeenten
Het kanton omvat alle gemeenten van de opgeheven kantons Le Monastier-sur-Gazeille en Fay-sur-Lignon, naast gemeenten uit de opgeheven kantons Tence en Saint-Julien-Chapteuil, namelijk :
- Alleyrac
- Chadron
- Le Chambon-sur-Lignon
- Champclause
- Chaudeyrolles
- Les Estables
- Fay-sur-Lignon
- Freycenet-la-Cuche
- Freycenet-la-Tour
- Goudet
- Lantriac
- Laussonne
- Mazet-Saint-Voy
- Le Monastier-sur-Gazeille
- Montusclat
- Moudeyres
- Présailles
- Saint-Front
- Saint-Martin-de-Fugères
- Salettes
- Les Vastres